# SLAC国立加速器研究所

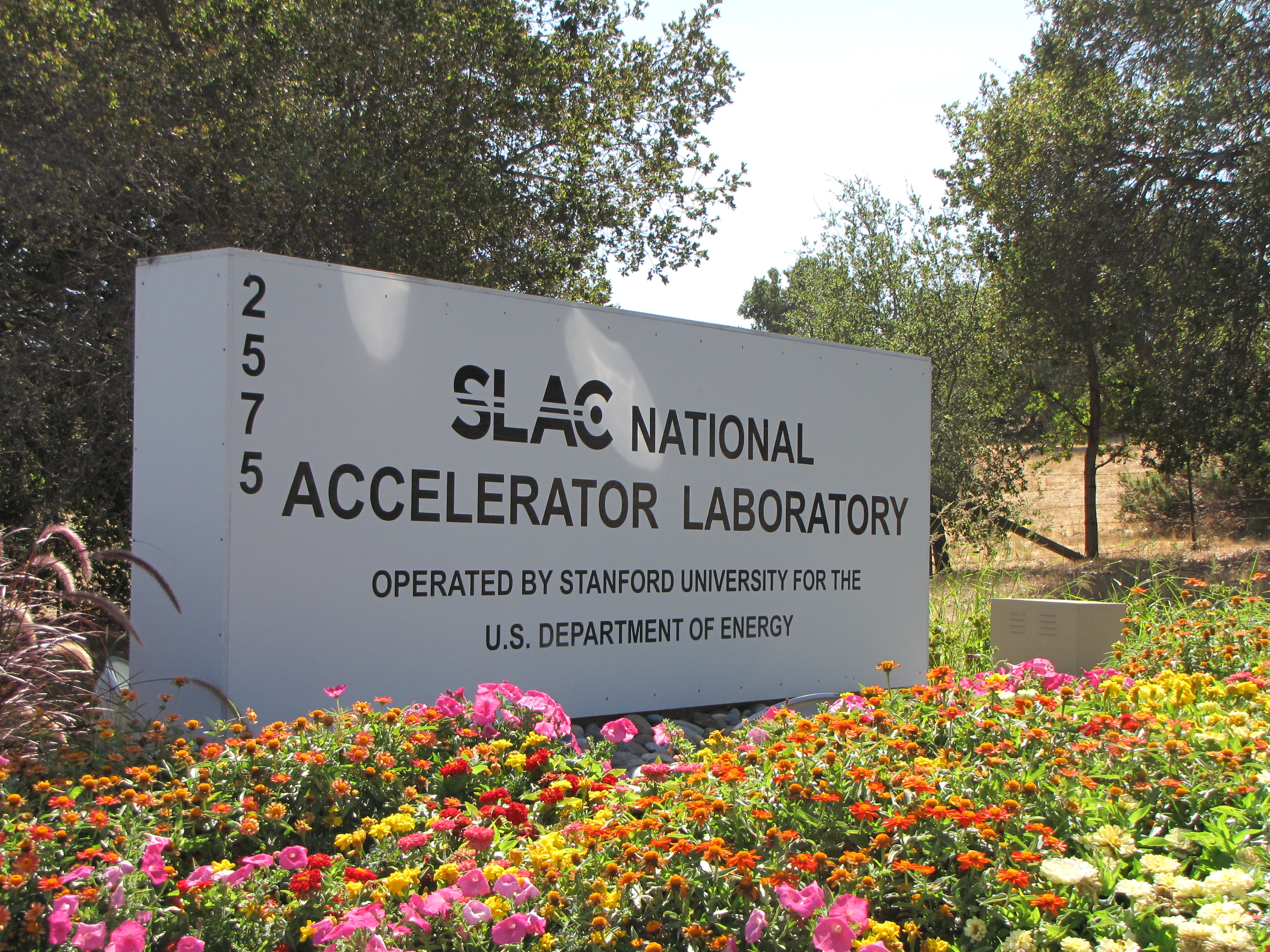
スタンフォード大学構内にあるSLACの入り口

SLAC国立加速器研究所（スラックこくりつかそくきけんきゅうじょ、SLAC National Accelerator Laboratory）は、1962年にスタンフォード大学によりカリフォルニア州メンローパークに設立された国立研究所。電子の線形加速器によって高エネルギー物理学（high-energy physics）の実験を行っている。アメリカ合衆国エネルギー省（DOE）が所有し、同省との契約のもとスタンフォード大学が運営する、GOCO（Government Owned, Contractor Operated）形式の国立研究所である。
最近では、円形加速器によってシンクロトロン放射（synchrotron radiation）の実験研究を行う部門（スタンフォード・シンクロトロン放射光施設、SSRL）もある。スタンフォード線形加速器センター（Stanford Linear Accelerator Center；SLAC）として設立されたが、2008年に現在の名称に変更された 。
素粒子物理学の分野の人たちは、SLACを「スラック」と発音している。

## 歴史
1962年、スタンフォード線形加速器センター（Stanford Linear Accelerator Center；SLAC）として設立され、スタンフォード大学が大学のメインキャンパスの西、メンローパークのサンドヒルロードに所有する172ヘクタール (426エーカー)の土地に位置する。メイン加速器の長さ3.2 kilometers (2 mi)は世界最長で、1966年から稼働し続けている。
SLACでの研究から以下の3つのノーベル物理学賞が生まれている。
- 1976年：チャームクォーク — ジェイプサイ中間子参照[4]
- 1990年:陽子及び中性子内部のクォーク構造[5]
- 1995年:タウ粒子[6]

SLACの会議施設はホームブリュー・コンピュータ・クラブやその他の1970年代および1980年代初頭のホームコンピュータ革命の先駆者の会合場所としても使われた。
この研究所は1984年にASME歴史的工学史跡およびIEEEマイルストーンに指定された。
SLACはヨーロッパ以外で初めてWorld Wide Webサーバーを開発し、1991年12月にホスティングを開始した。
1990年代初頭から中期、スタンフォードリニアコライダー(SLC) はスタンフォード大型検出器を用いてZボソンの性質を研究した。2005年時点でSLACの従業員は150人程度の博士号を持つ物理学者を含め1,000人を超え、年間3,000人以上の客員研究員が勤務し、高エネルギー物理学のための粒子加速器および2006年にスタンフォード大学教授のロジャー・コーンバーグへ授与されたノーベル化学賞につながる研究で「不可欠」であった放射光の研究のためのスタンフォード・シンクロトロン放射光施設 (SSRL)を操業している。
2008年10月、アメリカ合衆国エネルギー省はセンターの名称がSLAC国立研究所に変わることを告知した。研究所の新しい目標をより良く表すことと研究所の名前の商標を登録できるようにすることなどが理由として挙げられた。スタンフォード大学は「スタンフォード線形加速器センター」を商標登録するというエネルギー省の提案に法的に反対していた。
2009年3月、SLAC国立研究所がアメリカ復興・再投資法の資金でエネルギー省科学部によって支出される6,830万ドルを受け取ることが告知された。
2016年10月、Bits and WattsがSLACとスタンフォード大学のコラボレーションとして「より良い、よりグリーンな電気グリッド」を設計するために始動した。SLACは後に、国有の中国の電力会社である業界パートナーに関する懸念を撤回した。

## 研究所の使命
- 素粒子物理学及び素粒子宇宙物理学に関して ― 宇宙が何から出来ていて、どのような力がそれを制御しているのかということに関する人類の理解を再定義できるような発見を行うこと
- 光子科学に関して ― 物理科学及び生命科学の幅広い分野で、極微や超高速の最前線において発見を行うこと

## 構成設備

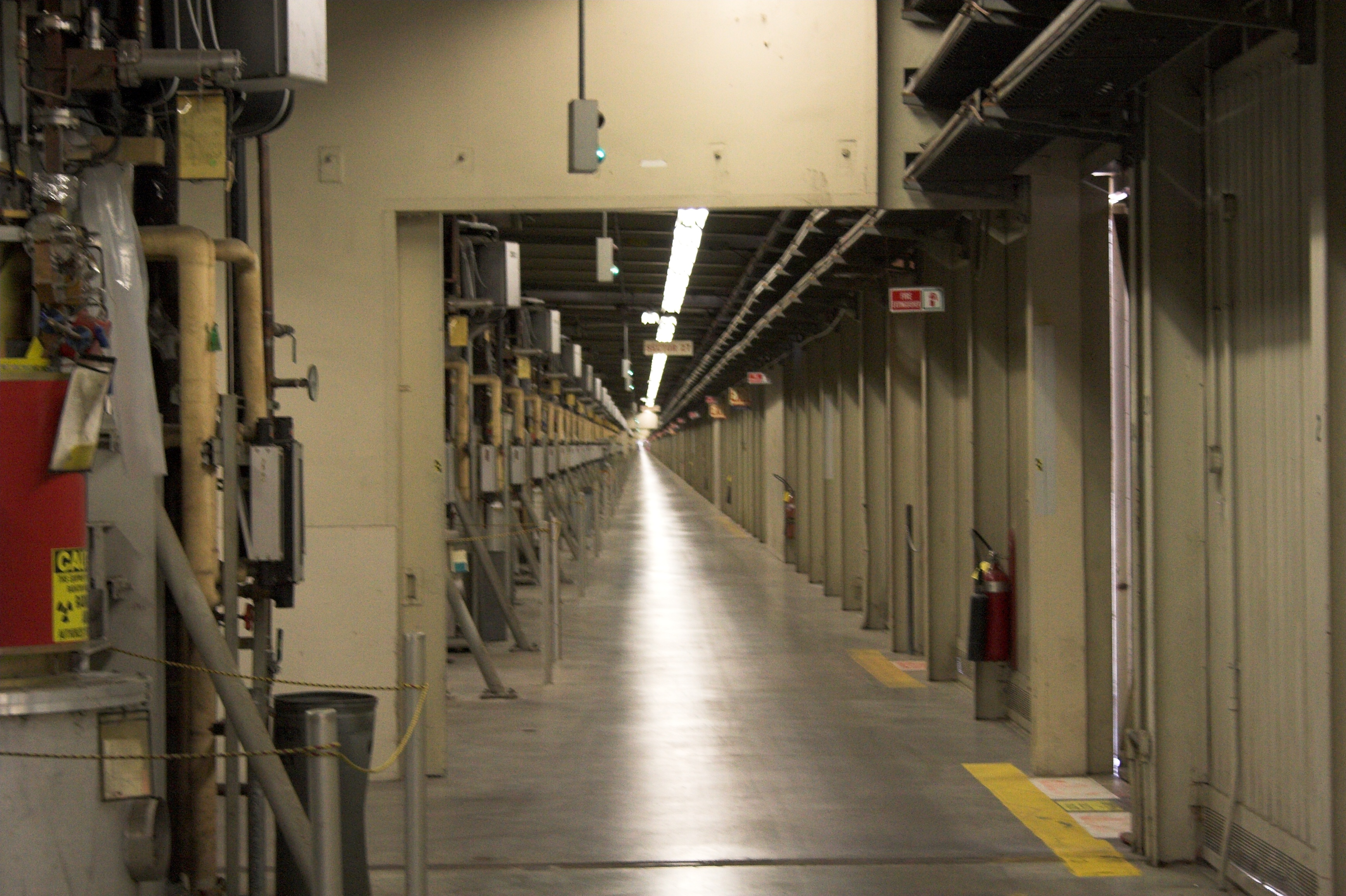
SLACの3 kmのビームライン加速器上にあるクライストロンギャラリー

### 加速器

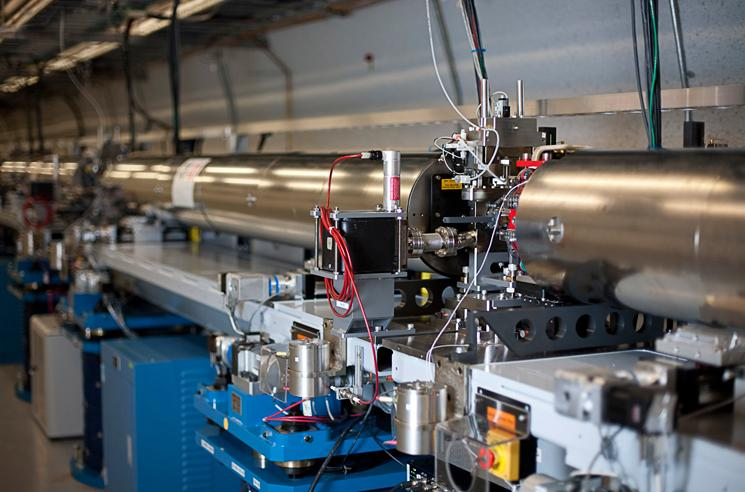
SLACビームラインの一部

メイン加速器は電子と陽電子を50GeVまで加速するRF線形加速器だった。長さ3.2 km (2.0 mi)のこの加速器は2017年にEuropean XFELができるまでは世界一長い線形加速器で、そして「世界で最も真っ直ぐなもの」といわれていた。メイン加速器は地下9 m (30 ft)に埋められており、州間高速道路280号線の下を通過する。ビームラインの上の地上クライストロンギャラリーは、米国で最も長い建物であり、上空から容易に見つけることができるため有視界ウェイポイントとして航空図に示されている。
元線形加速器の一部は、現在はリニアックコヒーレント光源の一部である。

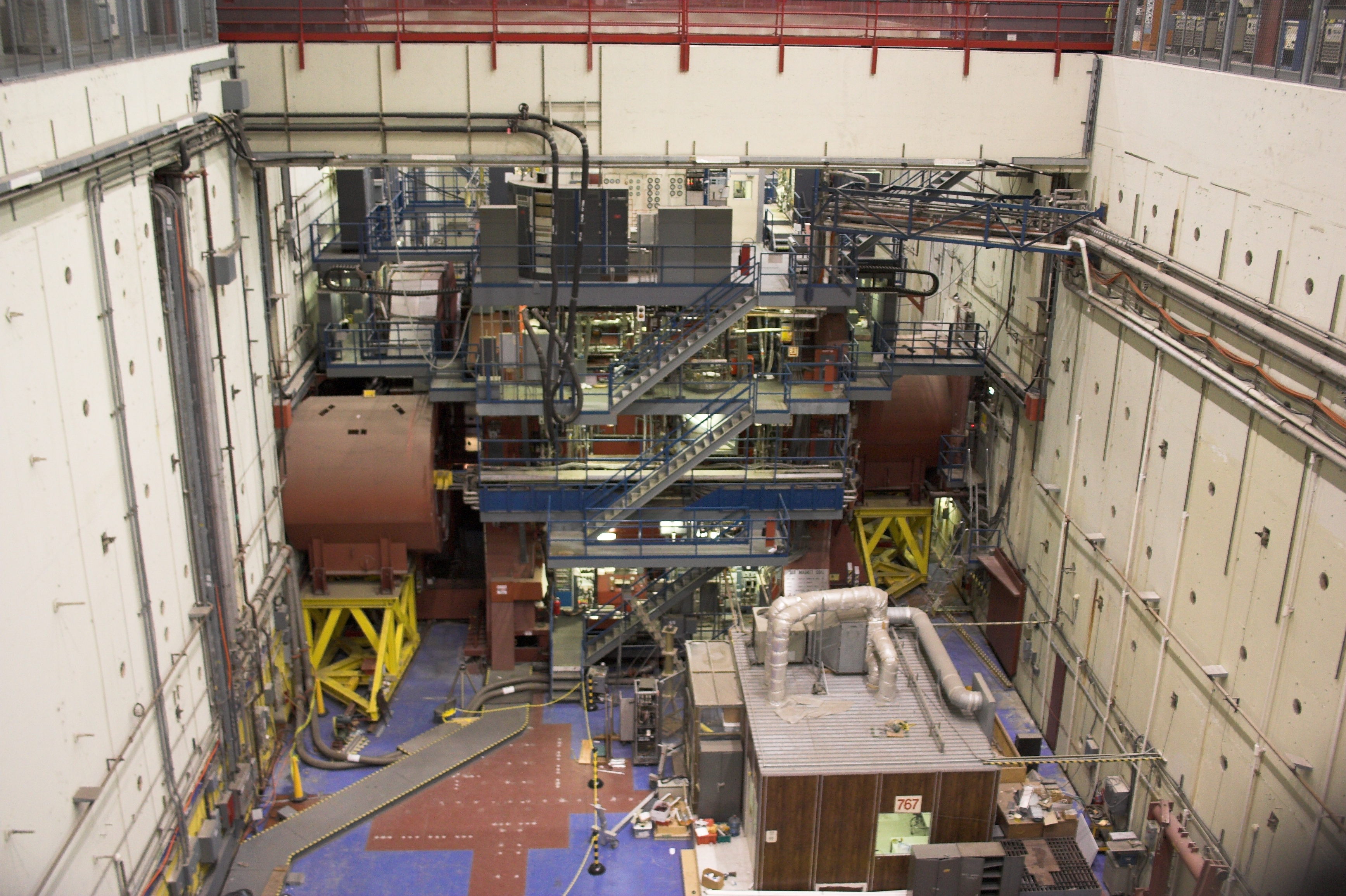
SLCピットと検出器

### スタンフォードリニアコライダー
スタンフォードリニアコライダーはSLACで電子と陽電子を衝突させる線形加速器だった。重心エネルギーはこの加速器が研究対象とするZボソンの質量に等しい約90GeVである。大学院生のBarrett D. Millikenが1989年4月12日に前日のMark II検出器からのコンピュータデータを読み取っているときに最初のZボソン事象を発見した。大部分のデータは1991年にオンラインになったSLAC大型検出器によって収集された。1989年に始動したCERNの大型電子陽電子衝突型加速器には大きく見劣りするものの、SLCで高度に（80%近く）分極された電子ビームはZボソン-bクォークカップリングのパリティの破れのようなユニークな測定を可能にする。
現在、ビームは最終フォーカスへと導く機器の南北の円弧に入射しておらず、したがってこのセクションはビーム切り替え所からPEP2セクションへビームを送るのに使われていない。

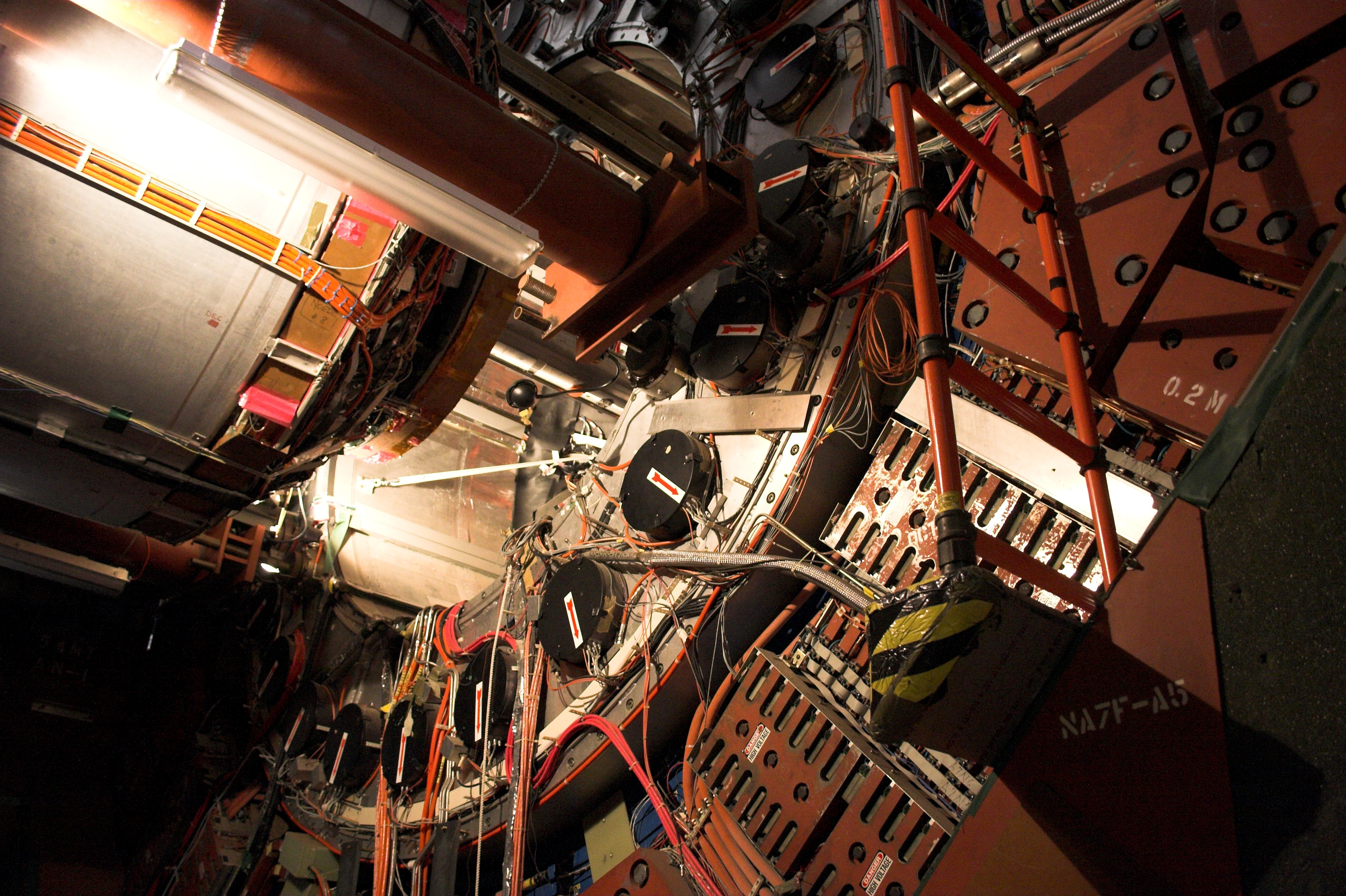
SLDの内部

### SLAC大型検出器
SLAC大型検出器(SLAC Large Detector; SLD)はスタンフォードリニアコライダーの主要検出器であった。主として加速器の電子-陽電子衝突によって生み出されたZボソンを検出するように設計されていた。SLDは1992年から1998年まで稼働した。

### PEP
陽電子-電子プロジェクト(Positron-Electron Project; PEP)は1980年に操業を開始し、重心エネルギーは29GeVまでだった。PEPはその頂点に、5つの大型粒子検出器と6番目の小型検出器が稼働していた。約300人の研究者がPEPを利用した。PEPは1990年に操業を停止し、PEP-IIは1994年に建設を開始した。

### PEP-II
1999年から2008年まで、線形加速器の主目的は電子と陽電子を、円周2.2 km (1.4 mi)のストレージリングのペアからなる電子-陽電子コライダーであるPEP-II加速器に入射することだった。PEP-IIはCP対称性を研究する、いわゆるBファクトリー実験のひとつであるBaBar実験のホストであった。

### スタンフォード・シンクロトロン放射光施設
スタンフォード・シンクロトロン放射光施設 (SSRL) はSLACキャンパスに位置するシンクロトロン放射光ユーザー施設である。元々は素粒子物理学のために建てられ、J/ψ中間子が発見された実験で使われた。溜められた電子ビームによって放出される大強度のシンクロトロン放射光が分子構造を研究するのに有用であることから、現在は専ら材料科学と生物学の実験に利用されている。1990年代初頭、メインの線形加速器から独立して稼働できるように、このストレージリングのための独立した電子インジェクターが造られた。

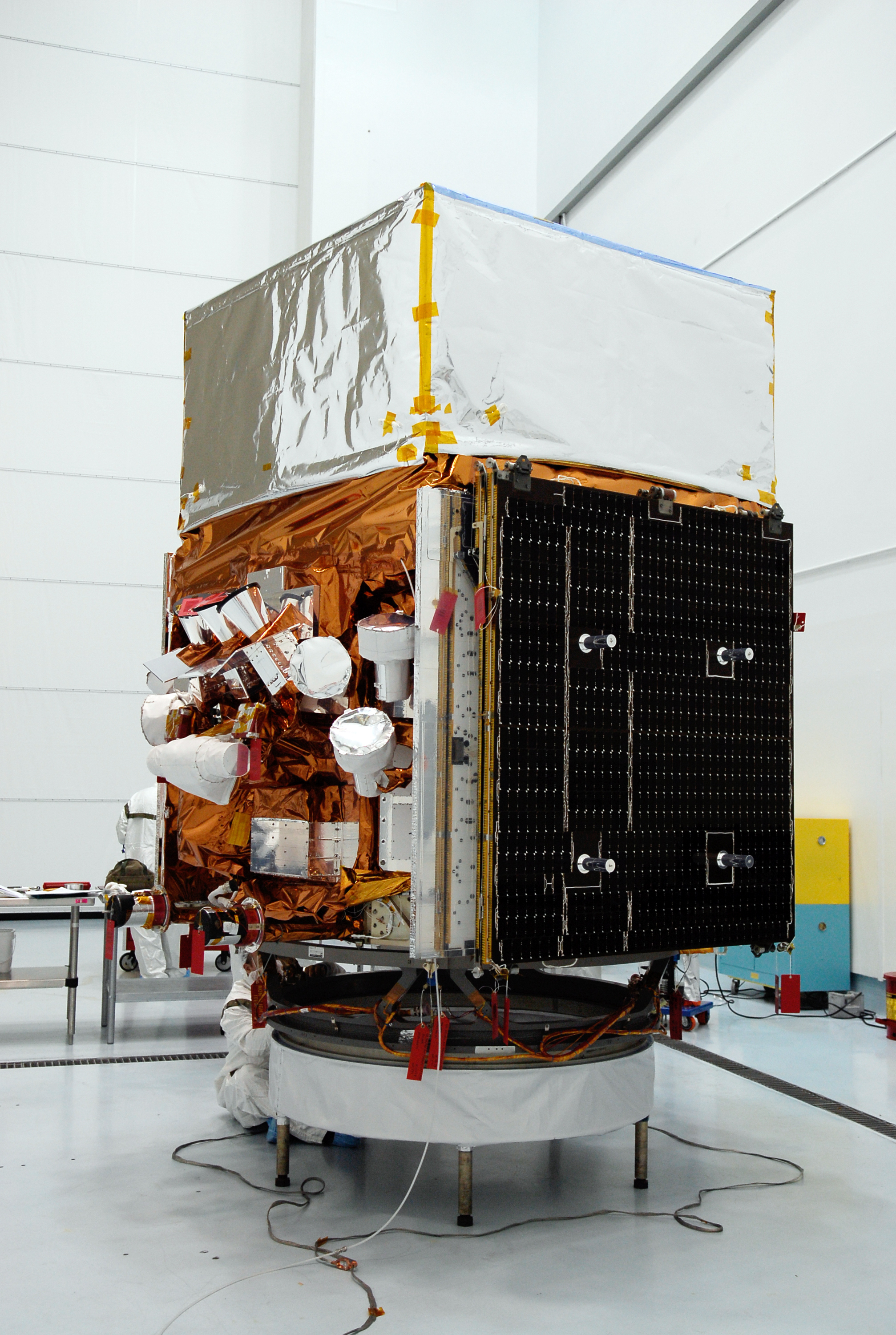
フェルミガンマ線宇宙望遠鏡

### フェルミガンマ線宇宙望遠鏡
SLACは2008年8月に打ち上げられたフェルミガンマ線宇宙望遠鏡のミッションと運用において主要な役割を果たした。このミッションの主要な科学的目標は以下の通りである。
- 活動銀河核、パルサー、そして超新星残骸における粒子加速のメカニズムを理解すること
- 空のガンマ線について、未知の線源と放出の拡散について解明すること
- ガンマ線バースト及びガンマ線トランジェントの高エネルギー挙動を決定すること
- ダークマターと基礎物理学の探査

### KIPAC
カヴリ財団のカヴリ素粒子宇宙論研究所 (KIPAC)はスタンフォードのメインキャンパスに加えて、一部がSLAC内に立地している。

### PULSE
スタンフォードPULSE研究所 (PULSE)はSLACの中央研究所に位置するスタンフォード独立研究所である。PULSEはスタンフォードによって2005年に、スタンフォード施設とSLACの科学者のLCLSにおける超高速X線の研究開発を支援するために作られた。PULSEの研究出版物はここから見ることができる。

### LCLS
リニアックコヒーレント光源 (Linac Coherent Light Source; LCLS) は、SLACに位置する 自由電子レーザー 施設である。LCLSは部分的には元SLAC線形加速器の後方1/3を再構成したもので、多くの分野での研究のために非常に強力なX線放射を提供することができる。2009年4月に最初のレーザー発振を達成した。

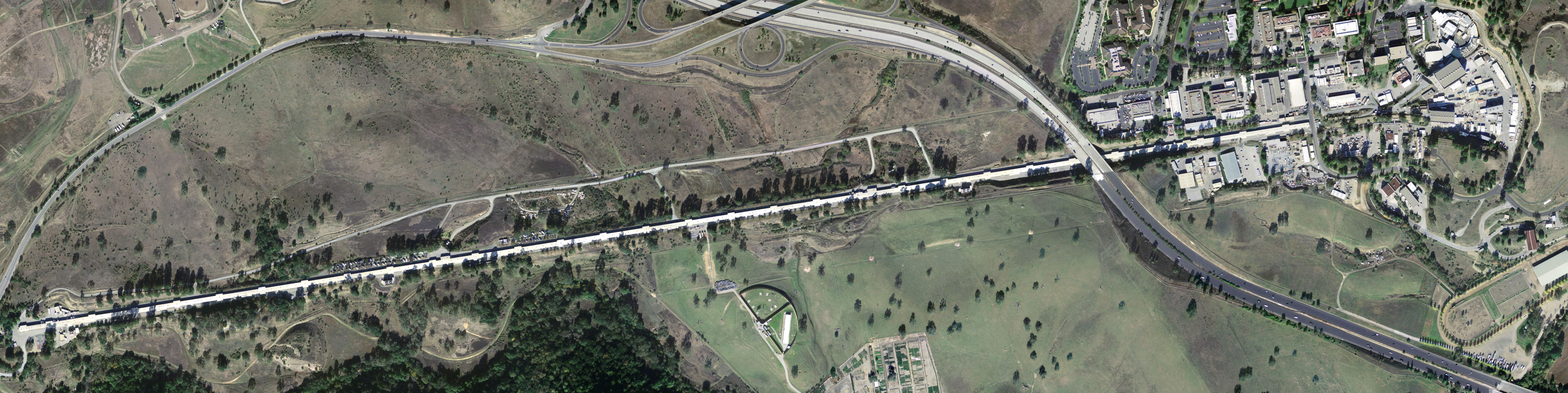
スタンフォード線形加速器センターの航空写真、右（東）に検出器複合施設

このレーザーは、従来のシンクロトロン光源の硬X線の109倍の明るさを持つ世界で最も強力なX線源である。LCLSは様々な新しい実験を可能にし、既存の実験手法を改善した。X線はしばしば原子レベルのものの「スナップショット」をサンプルが消える前に撮るために使われる。このレーザーの波長は0.13〜6.2 nm（200〜9500電子ボルト(eV)）の範囲であり原子の大きさに近いため、それまでには達成不可能だった非常に詳細な情報が得られる。さらにこのレーザーはフェムト秒すなわち千兆分の一秒の「シャッタースピード」で画像を撮ることができるが、これはビーム強度がしばしばフェムト秒のタイムスケールでサンプルを破裂させるのに十分なものであるため必要である。

### LCLS-II
LCLS-IIプロジェクトは2つの新たなX線レーザービームを加えることによって、LCLSを大幅にアップグレードするものである。新しいシステムでは500 m (1,600 ft)の既存のトンネルを利用して、4 GeVの新しい超伝導加速器とLCLSの利用可能なエネルギー範囲を拡大する2つの新しいアンジュレーターセットを追加する。この新たな設備を用いた発見によって、新薬、次世代コンピュータ、新素材などにおける進展の可能性がある。

### FACET
2012年、元SLAC LINACの先頭から3分の2(~2 km)が、新しいユーザー施設であるAdvanced Accelerator Experimental Tests（FACET）として再稼働した。この施設は20 GeV、3 nCの、短いバンチ長で小さなスポットサイズというビーム駆動プラズマ加速研究に理想的な電子（および陽電子）ビームを供給することができた。SLAC LINACの先頭から3分の1を占めるLCLS-IIを建設するために、この施設は2016年に操業を停止した。ビーム駆動プラズマ加速研究のためにFACETを2019年に再建するFACET-IIプロジェクトでは、LINACの中央3分の1に電子および陽電子ビーム設備を再構築する予定である。

### NLCTA
Next Linear Collider Test Accelerator (NLCTA)は高度なビーム操作および加速技術の実験に使用される60-120 MeVの高輝度電子ビーム線形加速器である。SLACのエンドステーションBに位置する。関連する研究出版物のリストは、ここで見ることができる。